# 木扎尔特达坂
木扎尔特达坂又稱為哈达木孜达坂 是中国新疆天山山脉的一个高山口 。它连接着塔里木盆地的阿克苏市和伊犁河上游河谷的伊宁市。位于伊犁昭苏县与阿克苏拜城县的县界。越过木扎尔特达坂的路线通常被中国人称为夏特古道， 夏特是在路线北边的基地的乡名，位在特克斯河谷。
夏特古道沿夏特河翻越木扎尔特达坂、木扎尔特冰川，沿木扎尔特河经过拜城县琼阿尔帕连到达终点温宿县博孜墩乡破城子 。219国道正在延伸穿越天山有两条路线正在调查中；天山西部较短的路线将穿木扎尔特冰川，连接昭苏县与塔里木盆地温宿县。天山東部较長的路线将沿乌孙古道，连接特克斯县与塔里木盆地拜城县。

## 历史
英国探险家Henry_Lansdell在 1800 年代后期穿越这条路线，他相信启发中国经典西游记的中国著名探险家玄奘在 7 世纪的印度之旅中曾使用过这座山口。 然而，许多学者认为山口是别迭里山口，正如玄奘所描述的那样，该达坂位于“跋禄迦國” (阿克苏)
的西北。

清朝时期，这条达坂是南疆塔里木盆地与北疆伊犁將軍府的交通要道，具有重要的军事战略重要性。由于木扎尔特冰川的存在，清廷花费了大量的人力維護使这座达坂可以通行。在同治陕甘回乱期间，这项维护工作停止了，此路变得无法通行。大约在 1870 年起义期间，俄罗斯人控制了达坂，以阻止 阿古柏向伊宁 推进，为了保护俄国在中俄伊犁塔爾巴哈臺通商章程获得的贸易利益。 1879 年左宗棠收复新疆后，俄罗斯帝国与清朝最初谈判达成的里瓦几亚条约。如果获得批准，将把这座达坂连同伊犁河谷的大部分地区割让给俄罗斯。在其他欧洲列强的支持下，该条约被重新谈判，成为伊犁條約。 1907 年，未来的芬兰总统古斯塔夫·曼纳海姆在俄罗斯帝国陆军担任情报官时经过这里。他的任务是确定俄罗斯帝国入侵中国的可行性。

1992年，与哈萨克斯坦Narynkol的木扎尔特口岸暂时开放。人们希望在这个达坂上修建一条高速公路，使口岸能够连接塔里木盆地和哈萨克斯坦。然而，这事从未发生过。因此，由于交通不便，口岸被关闭。
近年来，夏特温泉，一个位于达坂北坡上的小村庄，已发展成为旅游胜地。 ，并有旅游团穿越部分古道。

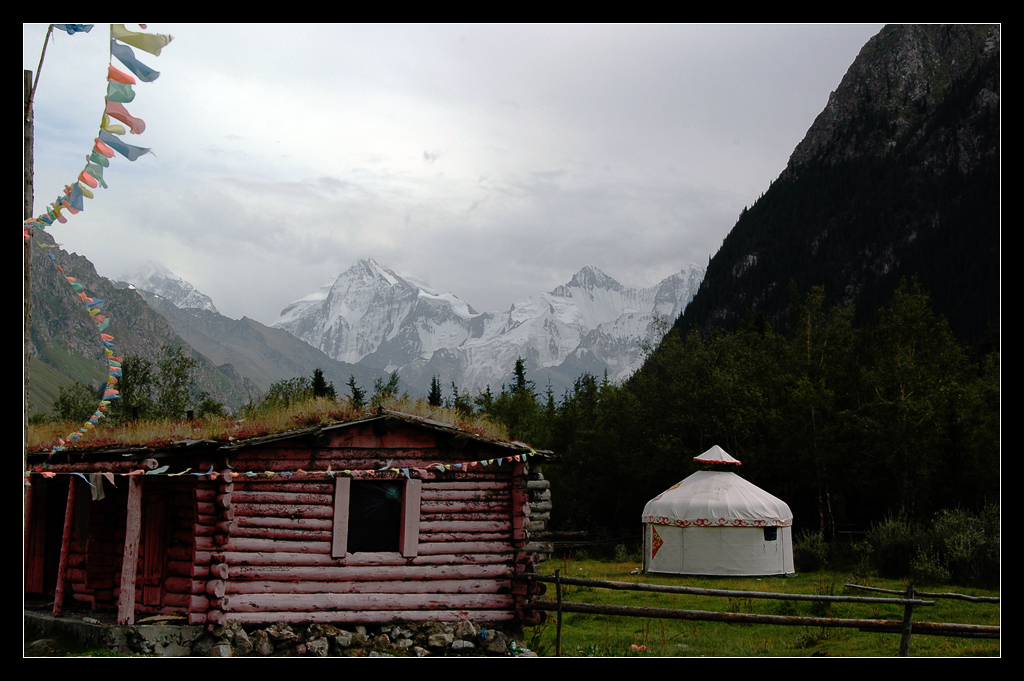
夏特温泉，天山北坡聚落，现已发展成为旅游胜地